# Enfin pris ?
 (mai 2025).
Si vous disposez d'ouvrages ou d'articles de référence ou si vous connaissez des sites web de qualité traitant du thème abordé ici, merci de compléter l'article en donnant les références utiles à sa vérifiabilité et en les liant à la section « Notes et références ».
Pour plus de détails, voir Fiche technique et Distribution.
Enfin pris ? est un documentaire français (2002), troisième volet d'une trilogie de Pierre Carles commencée avec Pas vu pas pris puis La sociologie est un sport de combat.

## Synopsis
Pierre Carles cherche à illustrer ce que dit Pierre Bourdieu dans son livre Sur la télévision, c'est-à-dire que la télévision ne peut pas critiquer la télévision car les conditions de production des émissions favorisent les habitués de la télévision, de façon pas nécessairement consciente, en dépit d'une volonté de neutralité affichée. 
Il prend pour exemple le passage de Pierre Bourdieu à l'émission Arrêt sur images et la polémique qui s'ensuivit entre le sociologue et l'animateur Daniel Schneidermann. L'ambition d'Enfin pris ?, plus que d'épingler un journaliste, est de tenter de présenter une réflexion sur la structure même du débat télévisé ; la présentation du film parle elle-même d'une « réflexion sur la manière dont le pouvoir change les gens, sur les ressorts intimes de l’ambition et de la fidélité ». Dans la dernière scène (chez le psychanalyste) l'auteur va au-delà de ses doutes et de ses certitudes et par là même met en perspective son travail par rapport au champ médiatique tel qu'il est constitué.
L'aspect pamphlétaire de ce film a été critiqué, les règlements de comptes personnels étant au cœur des dénigrements à l'encontre de ce film. Néanmoins, les personnes visées, qui se présentent comme des critiques de la télévision et des médias, ont matière à contradiction.

## Fiche technique
- Réalisation : Pierre Carles
- Montage : Gilles Bour, Claire Painchault et Bernard Sasia
- Conformation : Fabrice Ferrari
- Production : Annie Gonzalez
- Société de production : C-P Production avec le soutien de l'ACID, l'AFCAE et du CNC
- Société de distribution : Cara M.
- Mixage : Jean-Pierre Céï et Christinel Sirli
- Date de sortie : 2 octobre 2002
- Durée : 1 h 33

## Distribution
- Jean-Paul Abribat
- Pierre Bérégovoy
- Pierre Bourdieu
- Pierre Carles
- Jean-Marie Cavada
- Jean-Pierre Chevènement
- Noam Chomsky
- Alain Delon
- Serge Halimi
- Jack Lang
- Jean-Marie Messier
- Jean d'Ormesson
- Daniel Schneidermann
- Charles Trenet